# Sam Carter
Sam T.G. Carter (Sydney, 10 settembre 1989) è un rugbista a 15 australiano, seconda linea dell'Ulster in Pro14.

## Biografia
Figlio di David, anch'egli internazionale per l'Australia a fine anni ottanta del XX secolo, Sam Carter si impegnò seriamente nel rugby solo alle scuole superiori, quando la sua altezza (2 metri) lo mise in evidenza per un possibile impiego come seconda linea.
Inquadrato nella formazione titolare di Super Rugby dei Brumbies di Canberra dal 2011, anno del suo esordio nel massimo torneo transcontinentale dell'Emisfero Sud, fu scelto nel corso del 2014 dall'allora C.T. degli Wallabies Ewen McKenzie come rimpiazzo di James Horwill, cui il più giovane collega di ruolo fu preferito.
Il debutto internazionale avvenne a Brisbane contro la Francia il 7 giugno, e successivamente Carter prese parte a tutti gli incontri del Championship 2014.